# Душегубы
«Душегу́бы» — российский детективный драматический многосерийный телевизионный художественный фильм 2019 года режиссёра Давида Ткебучавы. Главные роли в нём сыграли Сергей Марин, Александр Самойленко, Сергей Чирков, Зоя Бербер. Фильм основан на реальных событиях и рассказывает историю скандального разоблачения и поимки серийного убийцы Геннадия Михасевича, совершавшего свои преступления в 1971—1985 годах в Белоруссии. Премьера прошла с 31 мая по 4 июня 2021 года на российском телеканале «НТВ», «Душегубы» получили высокие оценки критиков (в первую очередь благодаря сценарию).

## Сюжет
Действие происходит в 1984 году. Старшего следователя по особо важным делам Прокуратуры Белорусской ССР Леонида Ипатьева направляют в служебную командировку из Минска в Витебск для помощи в расследовании дела о пропавшем инспекторе ГАИ, который преследовал на лесной трассе банду преступников на «ГАЗ-52», ограбивших сельский магазин. Инспектора не находят, но в придорожном лесу обнаруживают тело девушки со следами изнасилования и удушения. Расследование поручают старшему следователю прокуратуры Витебской области Михаилу Шахновичу, который в соответствии со сложившейся практикой задерживает случайных людей и угрозами добивается от них признания.
Подключившийся к этому делу Ипатьев выясняет, что за последние 14 лет в Витебской области были изнасилованы и задушены 36 женщин, причём все эти дела закрыты одним следователем — Шахновичем. Изучив архивные материалы, он приходит к выводу, что действия Шахновича и местных правоохранительных органов были по меньшей мере ошибочными. Ипатьев выдвигает немыслимую для того времени версию, что в области орудует жестокий маньяк, и предлагает объединить все преступления в одно уголовное дело. С помощью молодого оперативника Юры Мандрика и техника-криминалиста Аси Кругловой Ипатьев добивается возобновления расследования.
Несмотря на козни и препятствия со стороны Шахновича и его высокопоставленных покровителей, Ипатьев находит настоящего убийцу. По заключению судебно-психиатрической экспертизы, маньяк-душитель признаётся вменяемым. Суд приговаривает его к смертной казни, а всех оставшихся в живых несправедливо осуждённых реабилитирует и выпускает на свободу. Следователей и судей, осудивших невиновных людей, увольняют из органов, лишают государственных наград, один из них получает тюремный срок.

## В ролях
- Сергей Марин — Леонид Миронович Ипатьев, подполковник, старший следователь по особо важным делам Республиканской прокуратуры Белорусской ССР (прототип — Николай Иванович Игнатович)
- Александр Самойленко — Михаил Кузьмич Шахнович, старший следователь Прокуратуры Витебской области Белорусской ССР (прототип — Михаил Кузьмич Жавнерович)[4]
- Александр Карпов ― Аркадий Яковлевич Макарский, прокурор Витебской области
- Сергей Чирков — Юрий Мандрик, оперативный уполномоченный витебского уголовного розыска
- Зоя Бербер — Ольга Аксёнова, продавец в витебском универмаге, старшая сестра Виталика Аксёнова
- Софья Синицына — Ася Круглова, техник-криминалист, сотрудник витебского уголовного розыска
- Никита Григорьев — Виталик Аксёнов, младший брат Ольги Аксёновой
- Юрий Тузов — Кривицкий, генеральный прокурор Белорусской ССР (прототип — Адам Могильницкий)
- Василий Мищенко — Алесь Петрович Василевич, заместитель Кривицкого
- Юрий Назаров — отец Леонида Ипатьева, пациент минской психиатрической больницы
- Григорий Зельцер — Григорий Давидович Реске, врач-психиатр, сотрудник минской психиатрической больницы
- Татьяна Рассказова — Антонина Павловна, сотрудник архива
- Вячеслав Крикунов — Константин Лосев, добровольный народный дружинник
- Мария Чувилина — Алёна Лосева, жена Константина Лосева
- Владислав Ветров — Кириченков, отец убитой девушки
- Вероника Лысакова — Нина Белоухова, жертва маньяка-душителя
- Олег Гаас — Пётр Зубкин, подозреваемый в убийстве Нины Белоуховой
- Анна Немченко — Светлана Шахнович, дочь витебского следователя Михаила Кузьмича Шахновича
- Евгений Антропов — Валерий Ступин, каратист, парень Светланы Шахнович
- Наталья Назарова — Савельева, директор витебского универмага
- Назар Брынзяник —  Иван Сосновский, судмедэксперт
- Марина Гайзидорская — администратор гостиницы
- Алексей Комашко — Глеб Курёхин, бывший муж Ольги, офицер-десантник
- Иван Косичкин — Александр Еванов
- Иван Федотов — Будько
- Юрий Скулябин — Такмыров
- Сергей Борисов — Кунцев, рецидивист
- Сергей Бачурский — Родион Ильич Ларин, криминалист на пенсии
- Ольга Лапшина — Раиса Ивановна Рогова
- Тамара Спиричева — соседка Ларина
- Елена Степанова — Нина Сергеевна Попова, зав. отдела кадров станкостроительного завода
- Дмитрий Куличков — Максим Витальевич Чебукин, ветеран-афганец
- Александр Горшков — Олюшкин, журналист
- Игорь Хрипунов — Алексей Боровик
- Наталия Потапова — Марченко, мать Марьяны, водитель трамвая

## Релиз и оценки
12 апреля 2021 года стало известно, что НТВ продал права на показ «Душегубов» в странах Европы, Азии, Северной Америки и Африки французскому дистрибьютору Ampersand Fiction. Премьерный показ «Душегубов» прошёл с 31 мая по 4 июня 2021 года на «НТВ», а 1 июня того же года сериал появился в онлайн-кинотеатре «Амедиатека».
«Душегубы» имели большой успех у зрителей. Кинокритик из газеты «Комсомольская правда» Сергей Ефимов охарактеризовал сериал как «классический ретродетектив про советское». По его словам, «в сериале вроде бы нет никаких особых подтекстов и философских слоёв… Но при этом проект не вызывает раздражения и ощущения, что он снят по давно устоявшимся лекалам на конвейере, за которым стоят равнодушные люди. Да, актёры работают в традиционной, „советской“ манере, от которой сводило бы зубы в современном телекино, давно дрейфующего от метода Станиславского к берегам бытового реализма (и плохой дикции), но в ретростилистике задаваемое настроение более чем уместно».
Обозреватель журнала «Москвич Mag» Ярослав Забалуев увидел в «Душегубах» перекличку с «Охотником за разумом». Он высоко оценил работу сценаристов, которые, по его словам, «не просто скрупулёзно изучили архивы следствия, но и придумали увлекательный (что в нашем кино по-прежнему редкость) способ переноса тех событий на экран».